# Luta aérea contra os incêndios

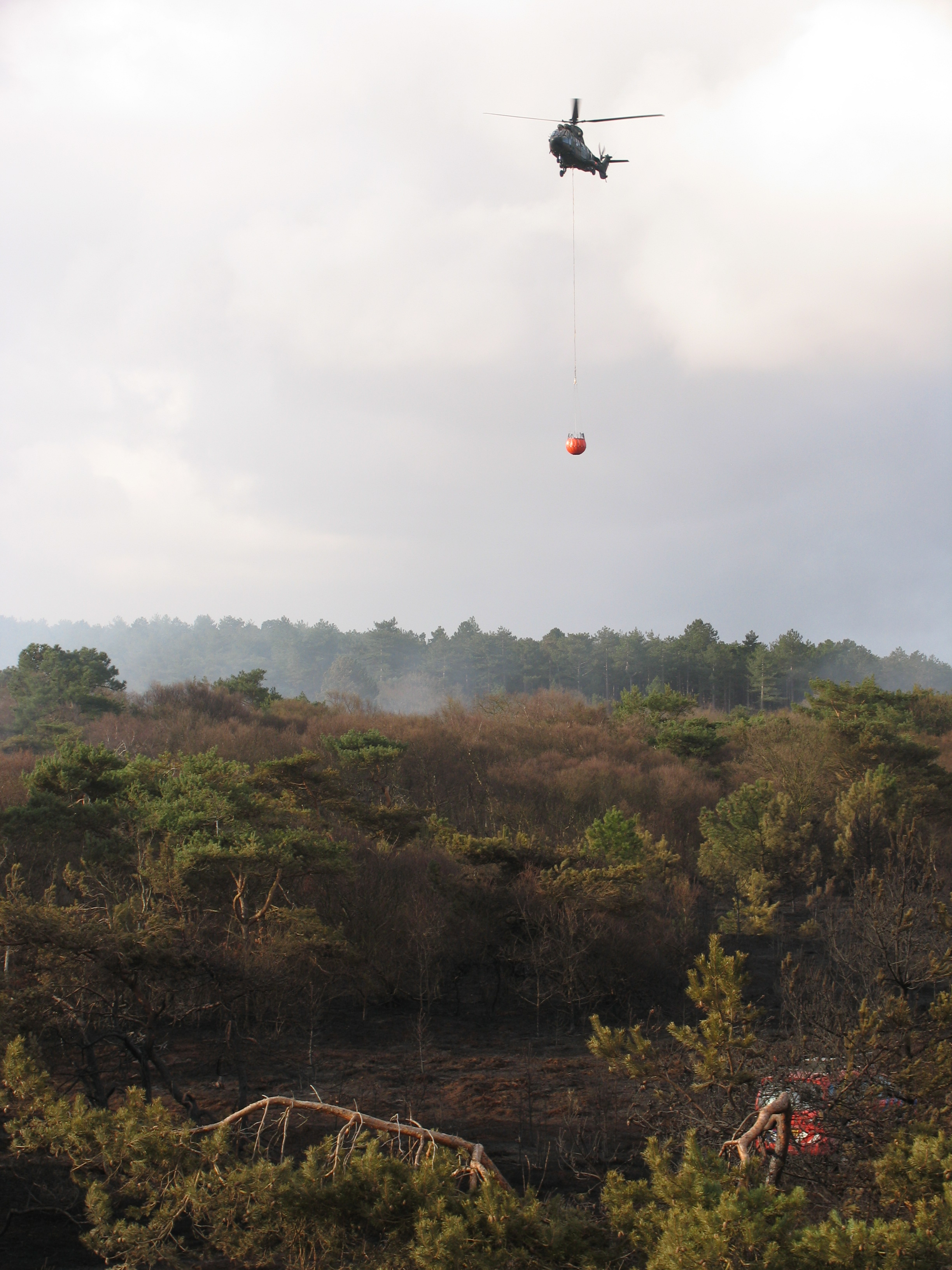
Um Cougar da armada holandesa durante a luta contra o o fogo a Dunas para perto de Schoorl em abril de 2010.

A luta aérea contra incêndios consiste no uso de aviões (especialmente aviões cisternas que em muitos casos, ainda que não sempre, são hidroaviões adaptados)  e outros meios aéreos para apagar incêndios. Os tipos de aeronaves utilizadas incluem aeronaves de asa fixa e helicópteros.
Os produtos químicos utilizados para combater os incêndios podem incluir água, os potenciadores da água, tais como espumas, geles, e especialmente retardantes de lume de formulação específica, como as Phos-Chek.

## Aeronaves de extinção de incêndios
Há aviões de extinção de incêndios (ou helicópteros) desenhados especialmente para a luta contra incêndios. É na maioria dos casos algum tipo de incêndio florestal, bem como para incêndios industriais que se possam extinguir desde o ar.
Em princípio um avião é suficientemente eficiente para transportar uma quantidade considerável de água a longas distâncias. Outra vantagem é por exemplo, que um hidroavião pode encher os depósitos de água em pleno voo (por imersão num lago), em comparação com outros sistemas tradicionais de transporte de água. Finalmente, também há que ter em conta que um avião pode chegar até áreas que são de difícil acesso para as pessoas e lançar o água a uma distância segura.
Normalmente a água não se atira directamente sobre o fogo, sim no caminho de propagação do fogo (pela frente dele),  para deter a frente do incêndio ao molhar a terra, o incêndio já não se pode estender para além de onde permanece localizado e se apaga sozinho.
Também se podem converter aviões de carga militares em aviões tanque, instalando tanques de água na baía de carga interno, se abre a comporta traseira e a água é libertada desde a parte traseira do avião, a água cai pela força de gravidade sobre a zona do incêndio com o avião voando a baixa altitude.
O maior aviçao corta-fogos do mundo é o avião-tanque Evergreen 747 Supertanker, um Boeing 747 que pode levar 77.600 litros de água misturada com retardante de lume.

## Fonte de água
Um enfriamento rápido ao plano de terra pode ser enchido com água e, opcionalmente, um retardante de lume. Além disso, alguns aviões durante o voo a partir de água   criam grande massa de água como lagos ou o mar.
Os helicópteros podem levar pendurado um cone gigante de água, chamado bambi-bucket pendurado de um cabo. Também há helicópteros com um depósito de água interno. Este depósito pode ser enchido por uma mangueira de sução na água pode-se levar suspendida e, se a água no depósito à bomba, enquanto o helicóptero está acima da superfície do água, também se enchem com camiões de bombeiros em terra, quando o avião ou helicóptero aterram num aeroporto próximo.

## Galeria

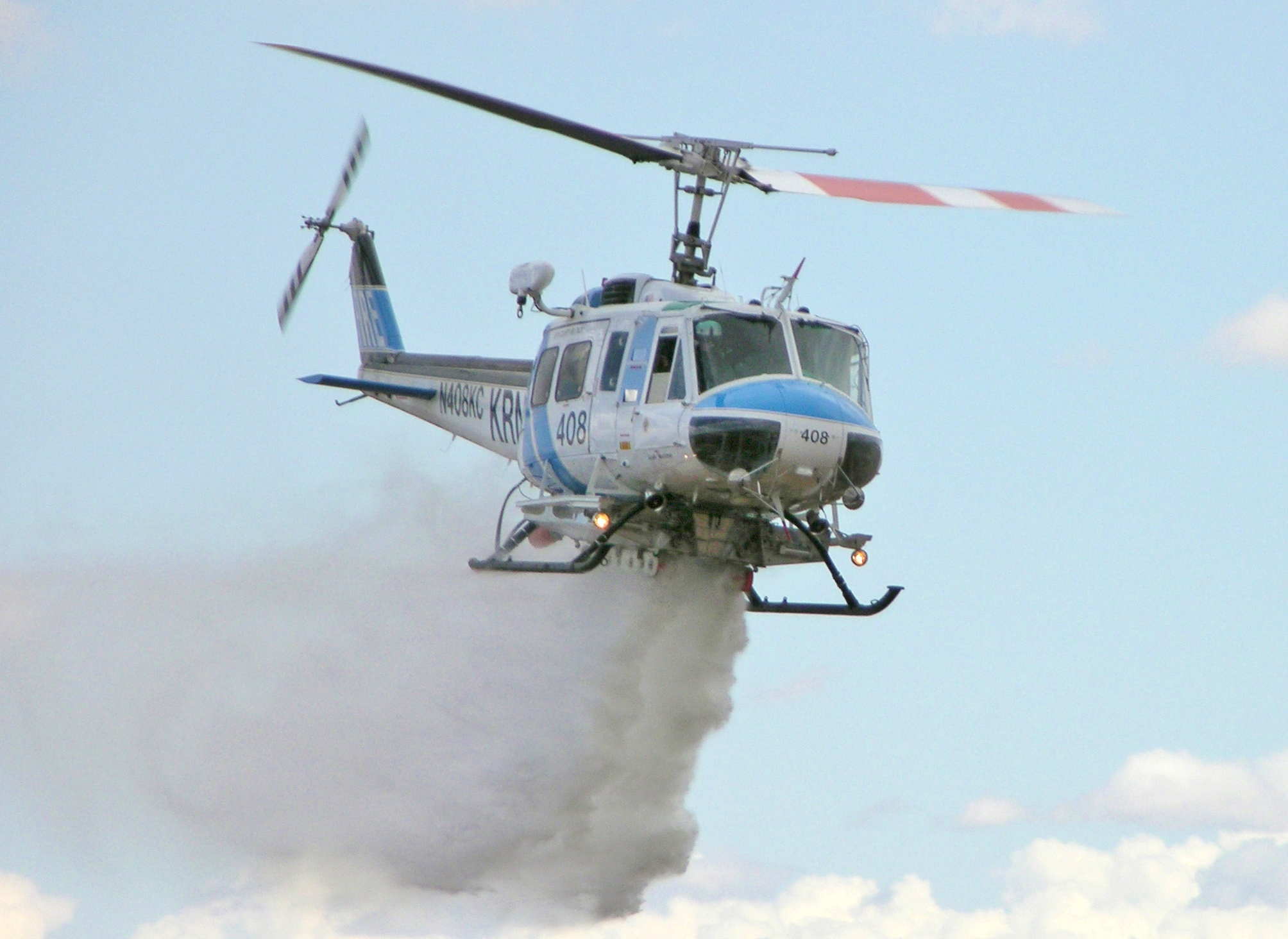
Um Bell 205 do Condado de Kern no Departamento de Bombeiros de Califórnia durante um exercício no Porto Espacial de Mojave
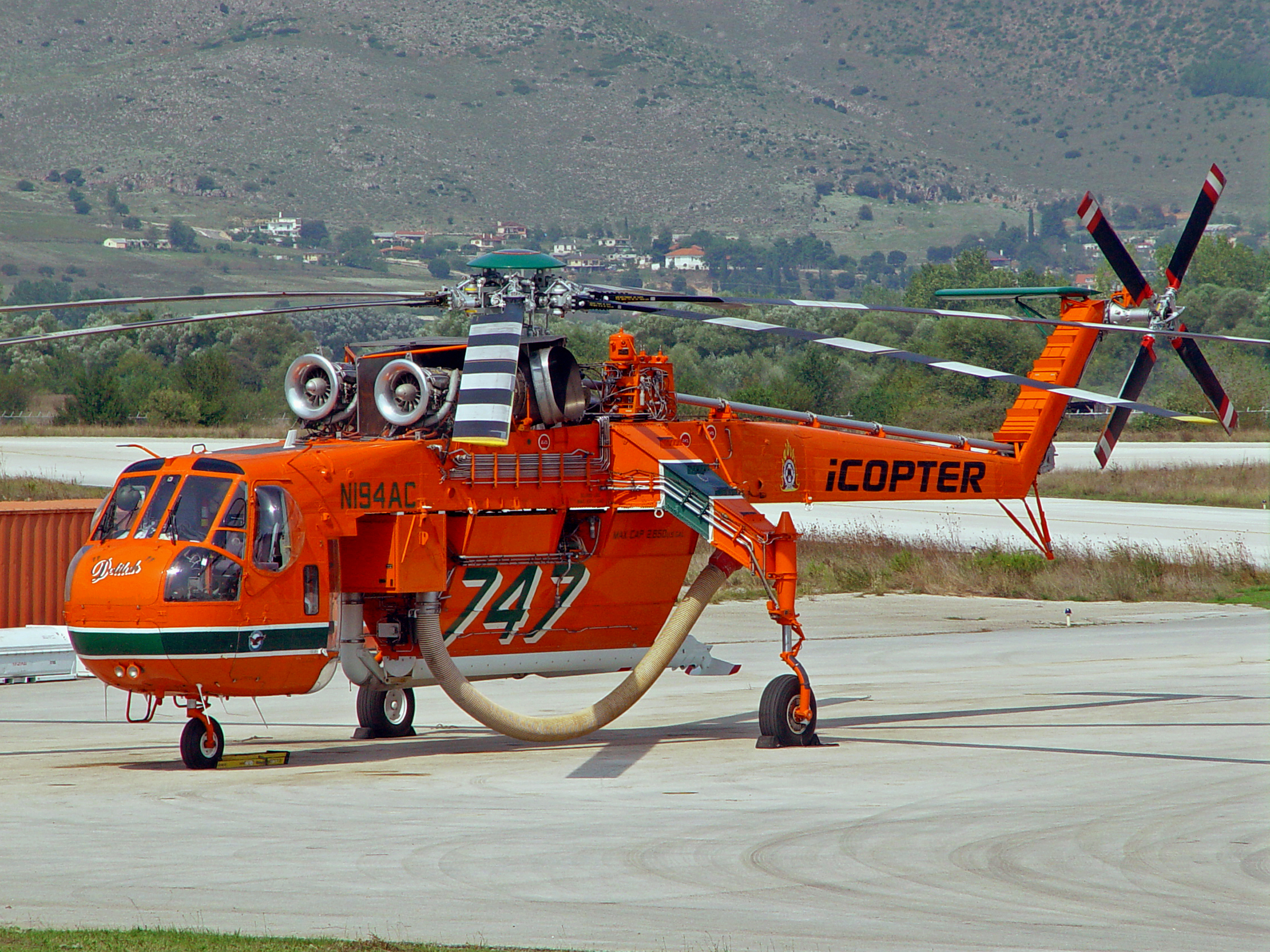
A Erickson Aircrane S-64 no aeroporto de Ioannina de Grécia
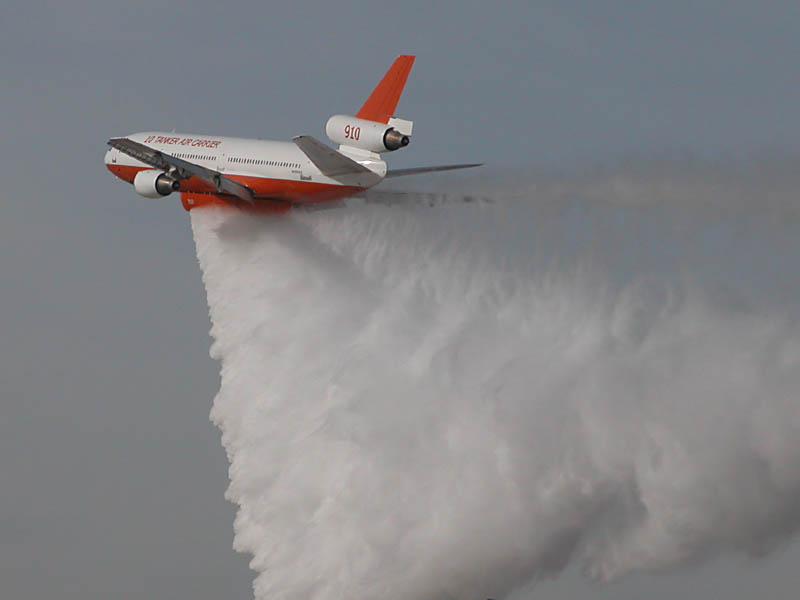
Cisterna 910 durante uma manifestação em dezembro de 2006
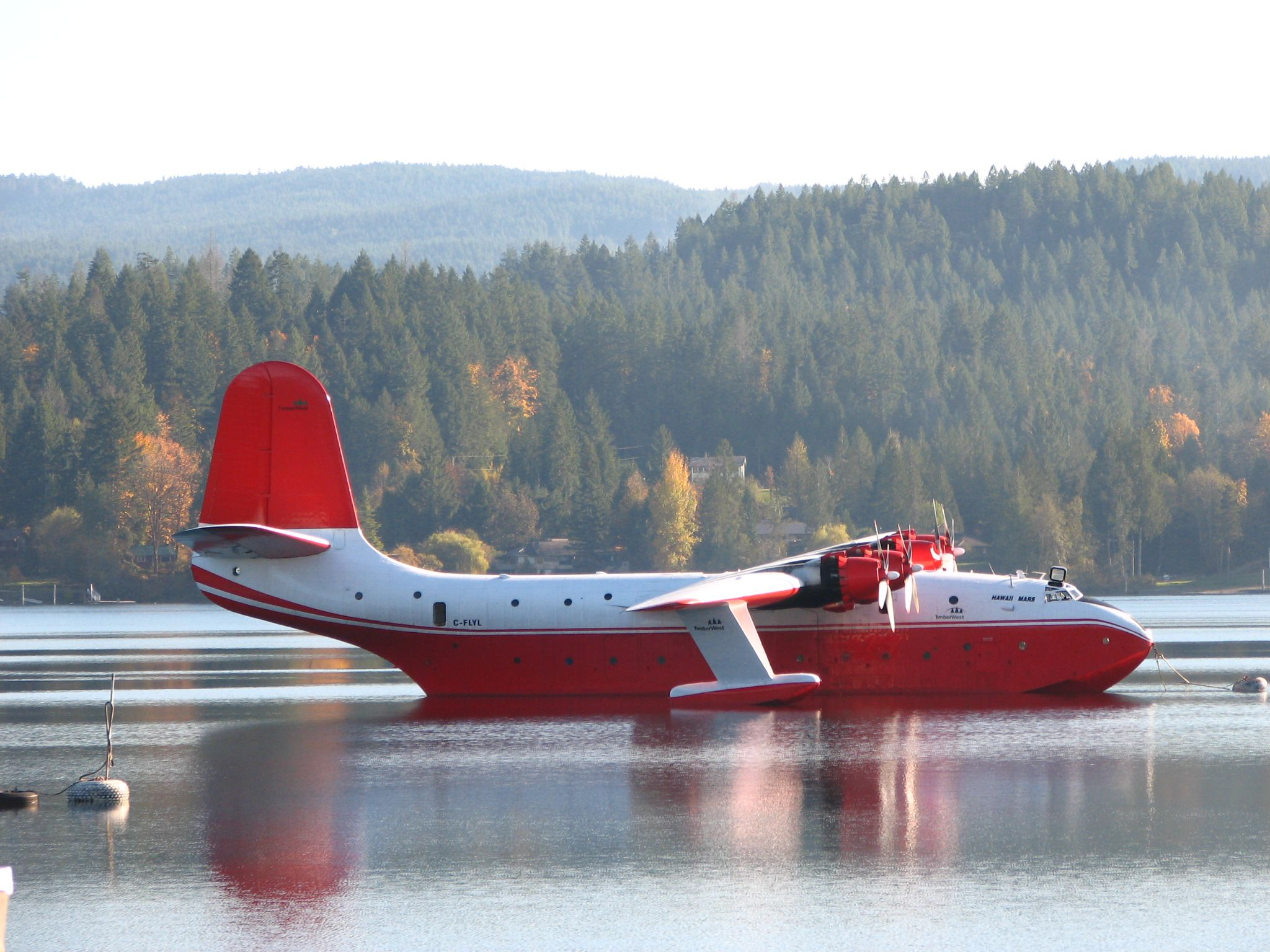
Um Martin JRM Mars, um dos bombarderos de água maiores do mundo.
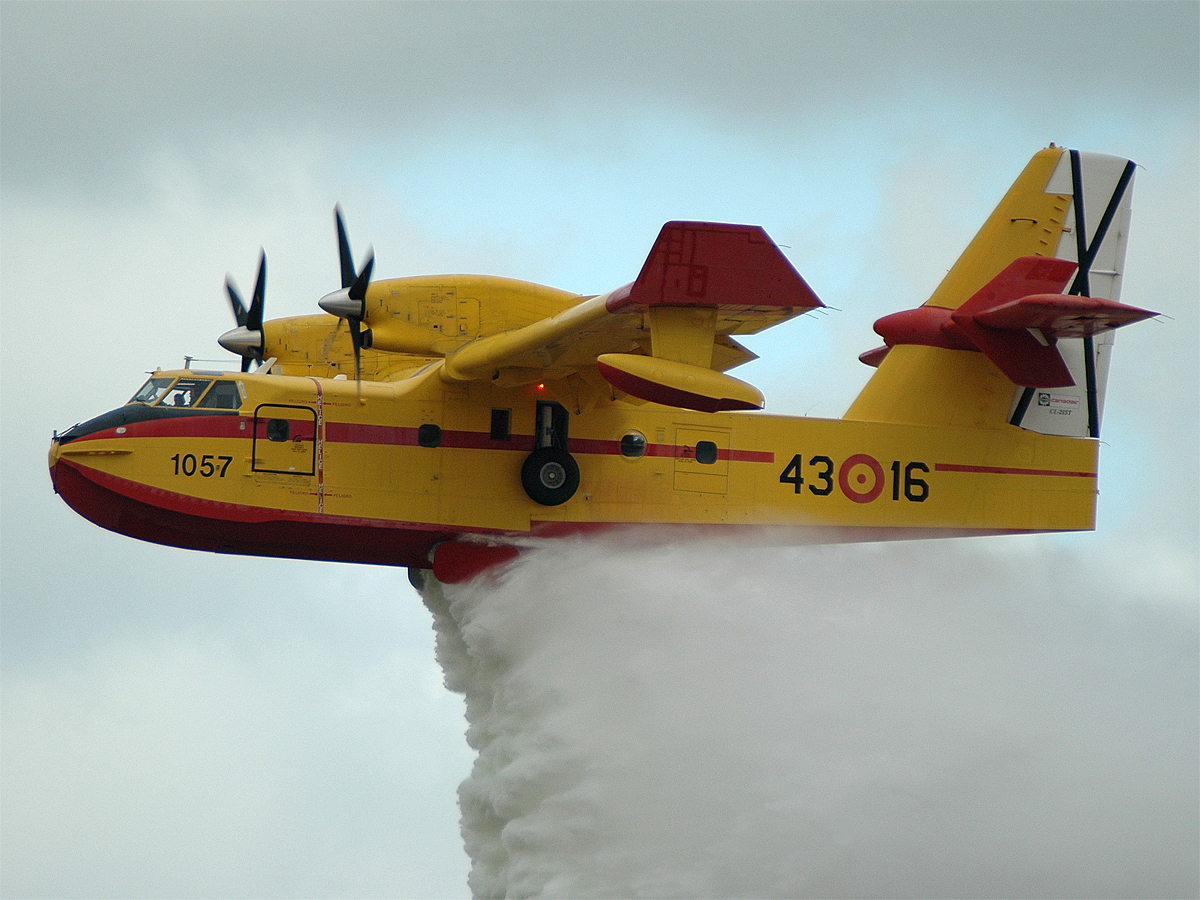
Um Canadair CL-215T
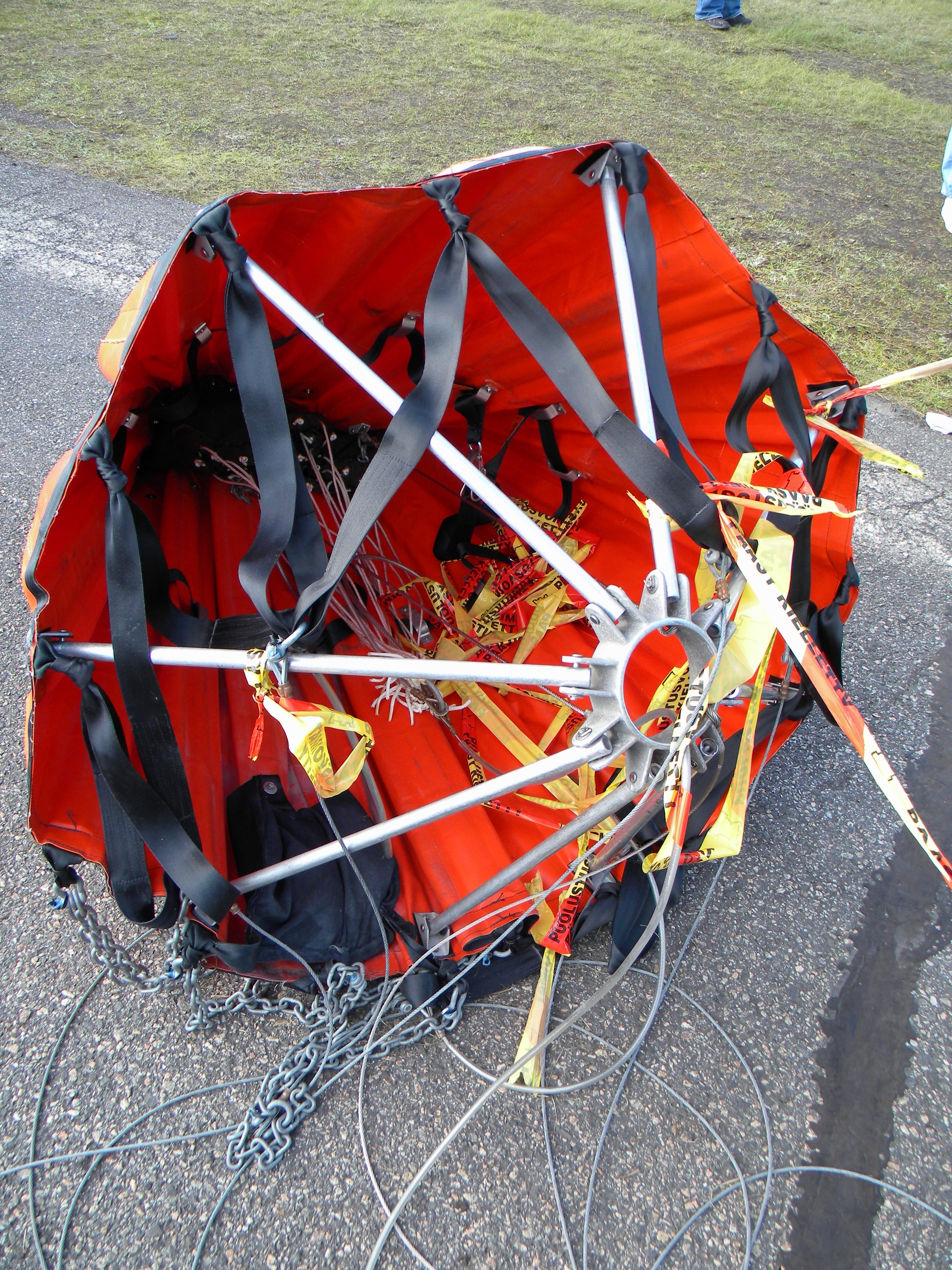
Um Bambi Bucket para ser pendurado num helicóptero
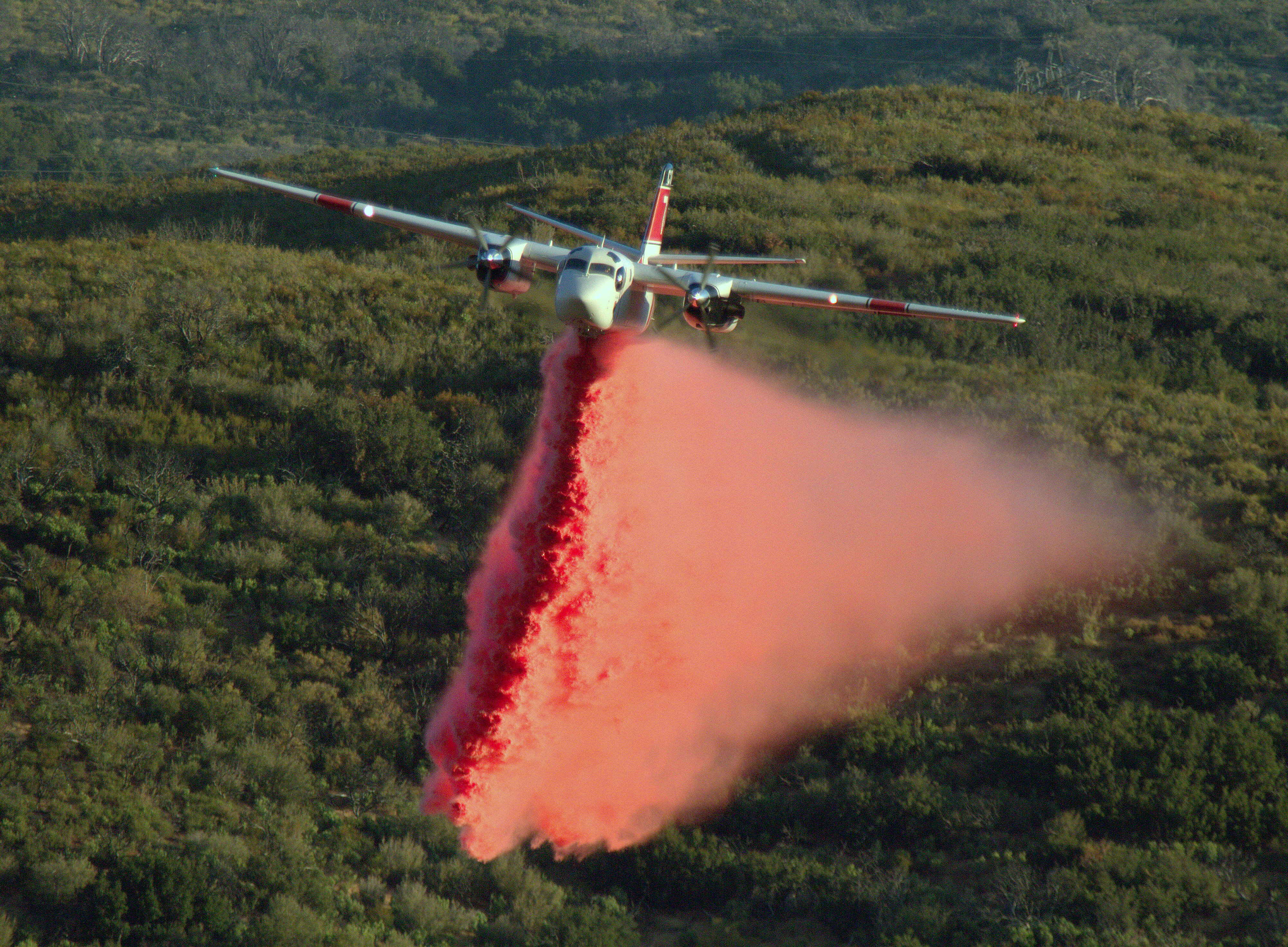
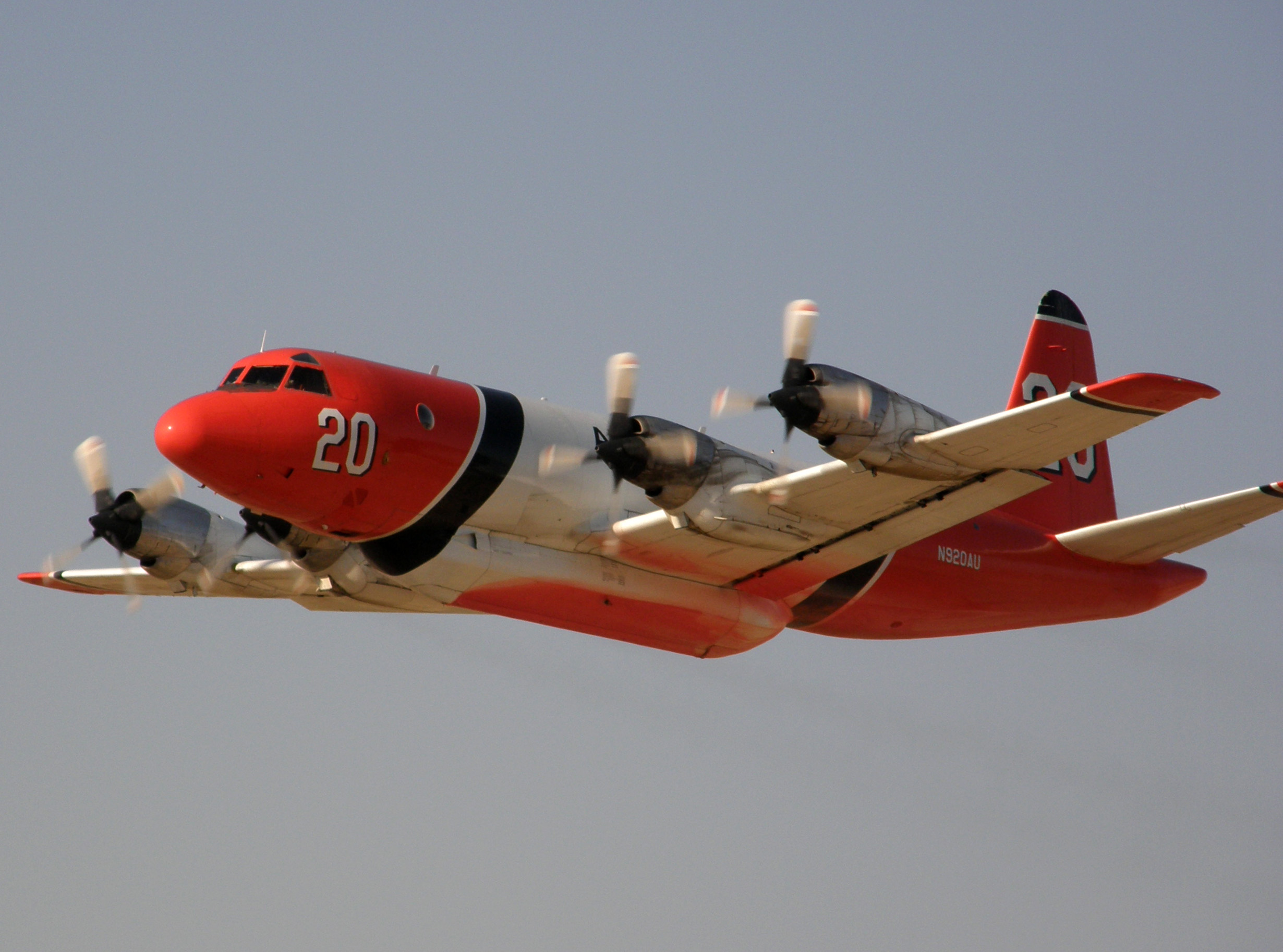
Um Orión P-3A durante o início de Fox Campo de Lancaster ( Califórnia)
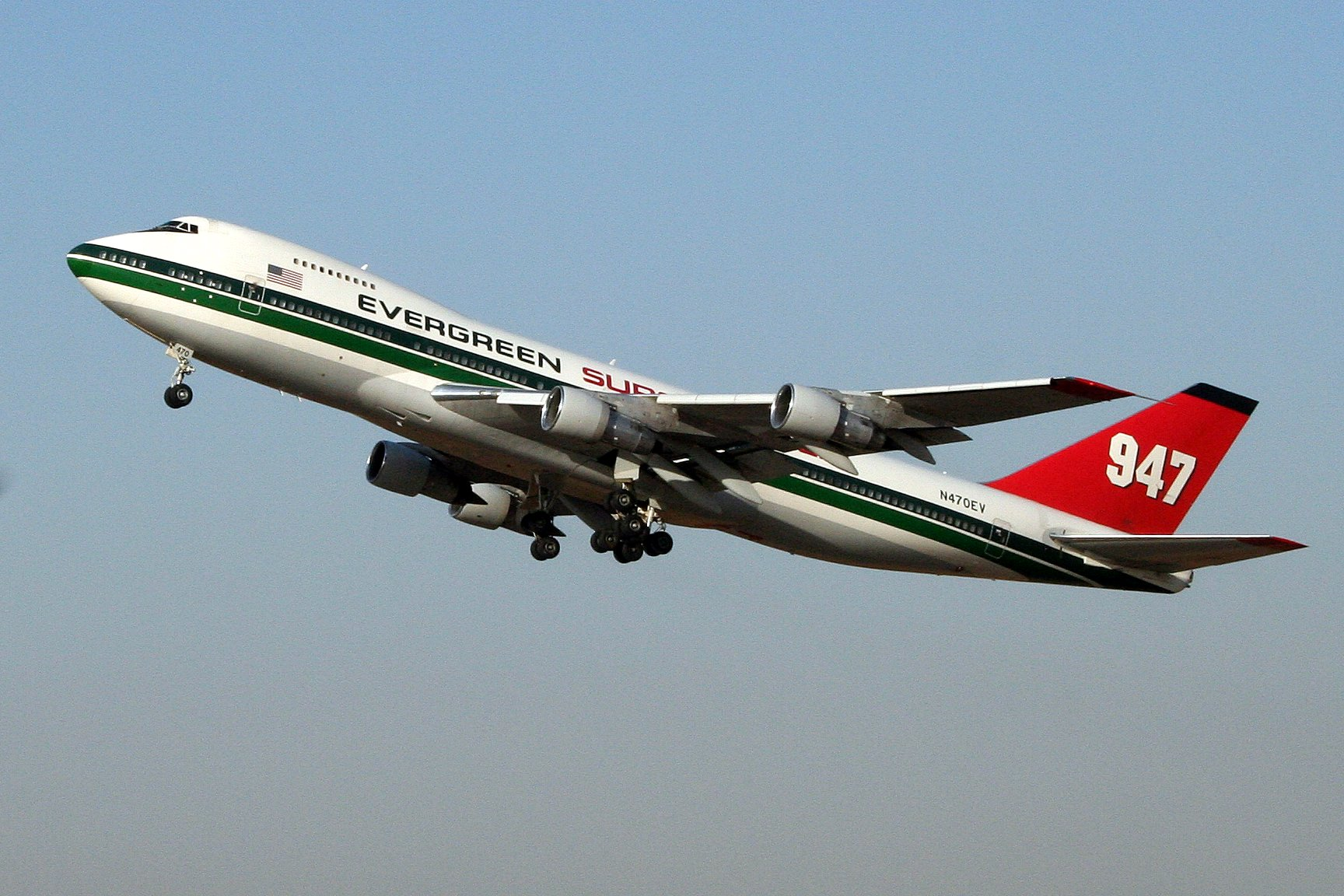
747 Supertanker